# Тафійчук Сергій Володимирович
Сергі́й Володи́мирович Тафійчу́к (1984—2014) — старшина міліції, Міністерство внутрішніх справ України, учасник російсько-української війни.

## Життєпис
Народився 1984 року в місті Павлоград (Дніпропетровська область). Створив родину; працював у пенітенціарній службі Павлограда.
21 травня 2014 року записався добровольцем у другу роту батальйону патрульної служби міліції особливого призначення «Дніпро-1».
Загинув 18 серпня 2014 року під час боїв за визволення Іловайська. Того дня українські сили звільнили від російських терористів половину міста, в центрі Іловайська піднято український прапор.
Вдома залишилися батьки, сестра, дружина, маленький син 2012 р.н.
Похований в місті Павлоград.

## Нагороди та вшанування
- 14 листопада 2014 року за особисту мужність і героїзм, виявлені у захисті державного суверенітету та територіальної цілісності України, вірність військовій присязі під час російсько-української війни, відзначений — нагороджений орденом «За мужність» III ступеня (посмертно).
- 24 жовтня 2014 року в Павлограді відкрито пам'ятну дошку полеглим в боях павлоградцям. Там викарбувані імена: Абросімов Андрій Вікторович, Каменєв Денис Сергійович, Колесник Андрій Михайлович, Курилович Віталій Іванович, Тафійчук Сергій Володимирович[3]
- Його портрет розміщений на меморіалі «Стіна пам'яті полеглих за Україну» у Києві: секція 3, ряд 2, місце 3.
- Вшановується 18 серпня на щоденному ранковому церемоніалі вшанування українських захисників, які загинули цього дня у різні роки внаслідок російської збройної агресії[4]
- «Іловайський Хрест» (посмертно)